# Torre di Gignod
Der Torre di Gignod oder Torre di Calvino (in Französisch Tour de Gignod oder Tour de Calvin) ist die Ruine eines mittelalterlichen Turmes einer Höhenburg im Ortsteil Château der Gemeinde Gignod im Aostatal. Es war einer der vielen verstreuten Wachtürme im Aostatal, von dem aus man effizient die Ankunft eines möglichen Feindes signalisieren konnte. Der Ortsname kann Verwirrung stiften: Der Torre di Gignod war lediglich ein Turm, der der Leitung des Lehens der Herren von Gignod (Signori de Gignio) unterstellt war und zum eigentlichen Castello di Gignod gehörte, das auf einem anderen Hügel stand: Während der Turm bis heute erhalten ist, diente die Burg als Steinbruch für den Bau der Dorfkirche.

## Geschichte
Für André Zanotto, der die Bauart analysierte, stammt der Bau vermutlich aus dem 12. oder 13. Jahrhundert. Carlo Nigra berichtet, dass das Lehen von Gignod im 12. Jahrhundert den adligen Herren der Porta di Saint-Ours und von Quart gehörte, vermutlich ebenfalls Eigentümer des Lehens von Étroubles, denen auch das Castello di Gignod gehörte, das dort lag, wo sich heute die Pfarrkirche erhebt. Die Familie Gignod existierte allerdings nur vom 13. bis zum 15. Jahrhundert.

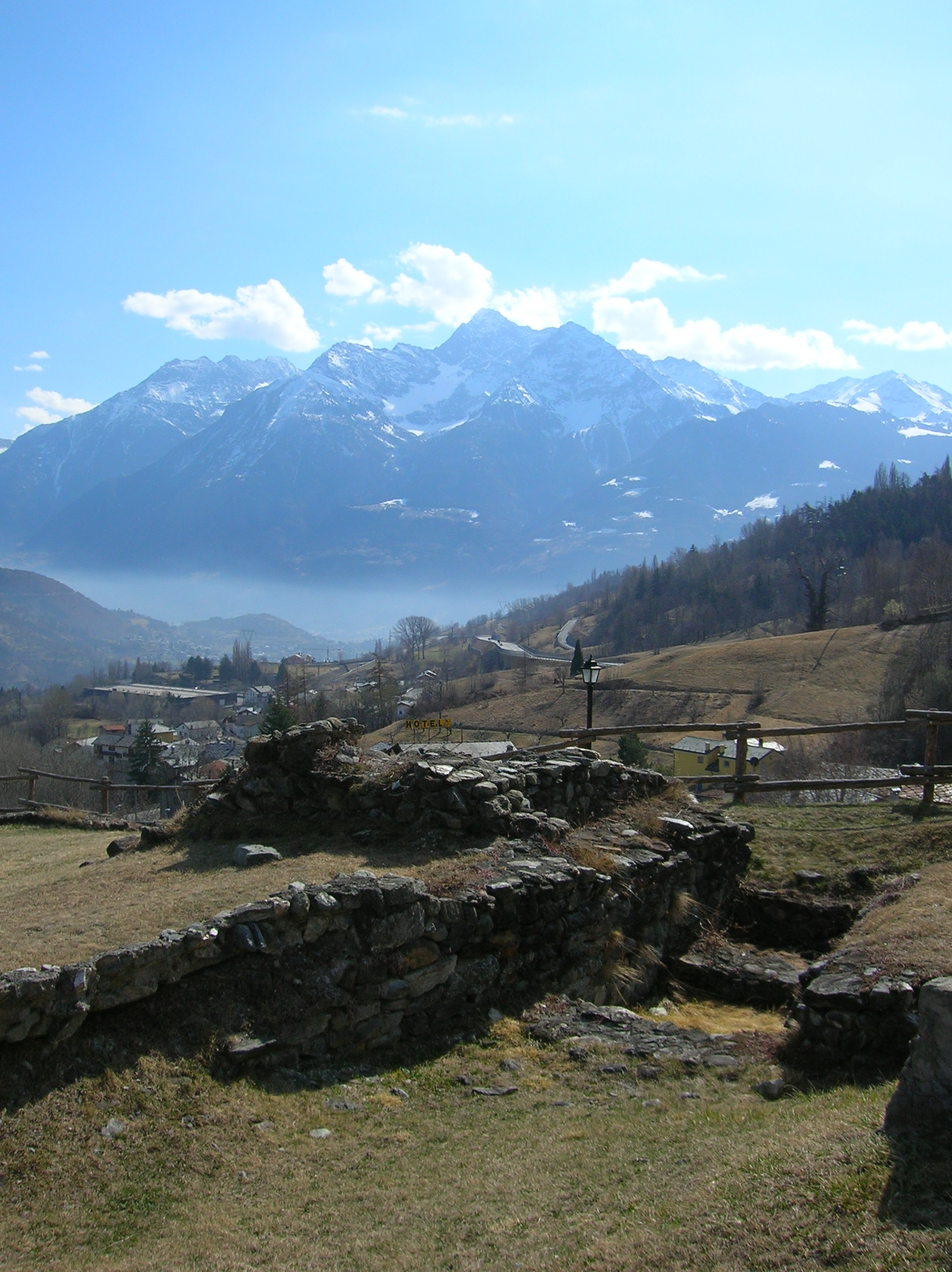
Reste weiterer Gebäude rund um den Turm im Parc de La Tour

Für André Zanotto war die Sage inakzeptabel, dass der Turm erst um 1536 entstanden sein soll, als Schweizer Protestanten das Lehen bedrohten, was eher die These unterstützt, dass aus diesem Jahr nur einige architektonische Anpassungen stammen. Vermutlich ist dieser Episode der zweite, selten genutzte Name des Turms geschuldet, „Torre di Calvino“.
Der Turm teilte lange Zeit die Geschichte des Lehens und der Burg; er kam so auch in den Besitz des Hauses Savoyen. Wir wissen, dass Giacomo d'Avise 1357 das Lehen erhielt und Eigentümer sowohl des Turms als auch der Burg wurde.
Der Turm wurde 1908 als Gut von großem historischen und architektonischen Interesse restauriert, wobei die Mauern mit Stangen gestützt und die Risse, die sich über die Jahrhunderte gebildet hatten, „genäht“ wurden.
Heute ist der Felsvorsprung des Turms durch den Parc de la Tour geschützt, einen Stadtgarten mit Blick auf das Tal und einem Picknickplatz zu Füßen des Turms.

## Beschreibung

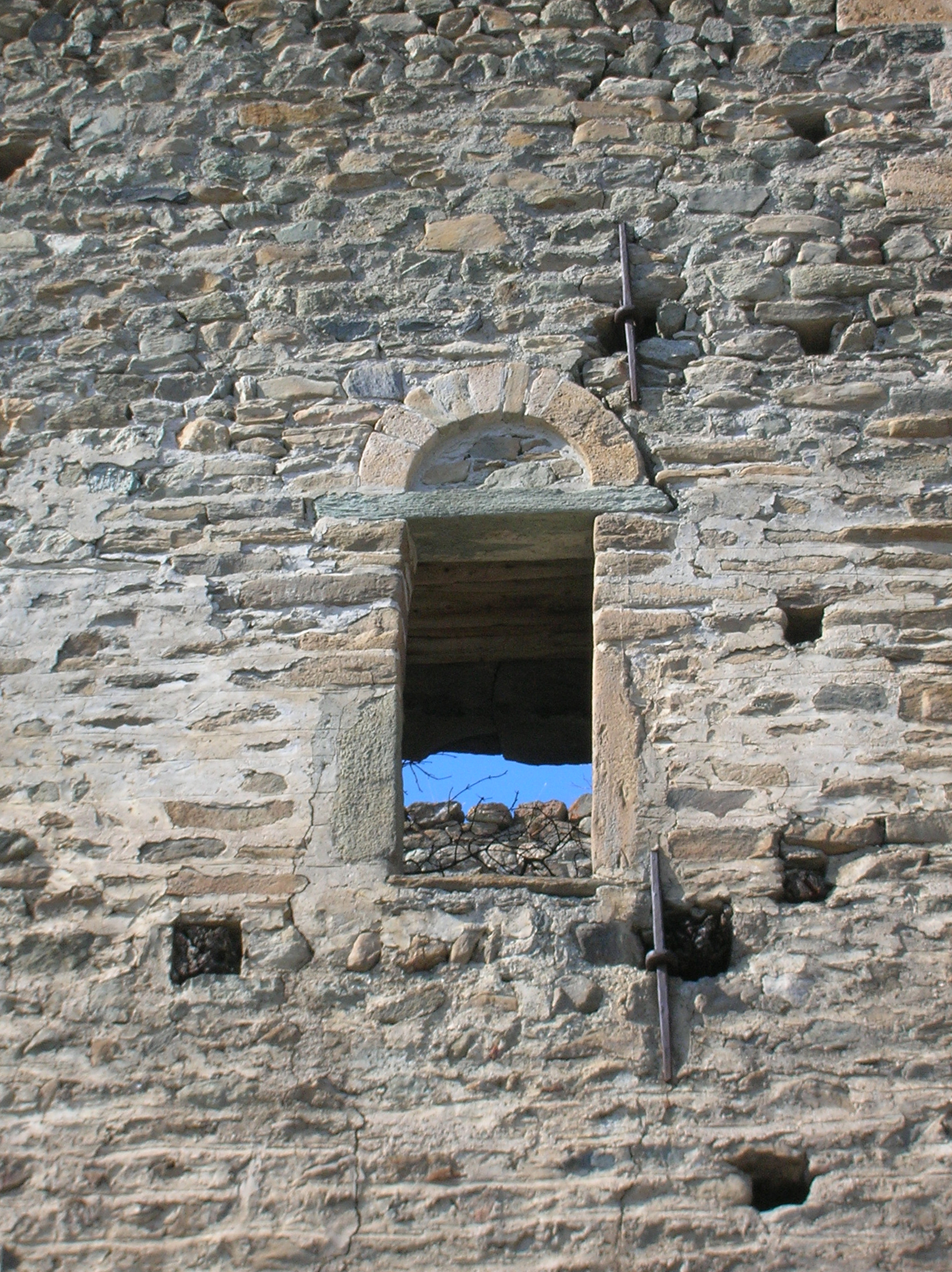
Die Zugangstüre zum Turm in einem der oberen Stockwerke

Der Turm ist eine gedrungene Konstruktion mit quadratischem Grundriss, etwa 9½ Meter hoch, von dem nur die Außenmauern erhalten sind. In bemerkenswerter Höhe über dem Erdboden lag die Zugangstür (Hocheingang). Wie auch bei vielen anderen Türmen im Aostatal ermöglichte die weit oben angebrachte Tür, die Holzleiter, über die man zum Eingang gelangte, bei Gefahr einzuziehen, was den Zugang für einen möglichen Feind schwierig machte. Über dem Eingang ist ein steinerner Blindbogen angebracht.
Es gab keine Fenster, aber man sieht noch die Öffnungen in den Mauern, in denen einst die hölzernen Stützbalken der inneren Decken auflagen.
Einst war der Turm von einer Mauer umgeben, von der nur noch einige Reste erhalten sind und die sich auch auf den Gravierungen des romantischen, französischen Malers Édouard Aubert aus dem Jahre 1860 zusammen mit der Eingangstür an der Ostfassade finden. Von weiteren Gebäuden kann man noch Spuren der Fundamente sehen.